# فريديريك هود
فريديريك هود هو صحفي وسياسي كندي، ولد في 23 سبتمبر 1847 في لويزفيل في كندا، وتوفي في 15 نوفمبر 1884 بسبب سل. نشط حزبياً في Nationalist Conservative ‏. وقد انتخب عضو مجلس العموم الكندي.